# أسبارت (أصفهان)
أسبارت هي قرية في مقاطعة أصفهان، إيران. يقدر عدد سكانها بـ 509 نسمة بحسب إحصاء 2016.